# Цевельов Олег Євгенович
Оле́г Євге́нович Цевельо́в — генерал-майор, перший заступник начальника — начальник штабу Донецько-Луганського регіонального управління ДПСУ, кандидат наук з державного управління (2017).

## Життєпис
1999 закінчив з відзнакою Національну академію ДПСУ ім. Богдана Хмельницького.
Проходив службу на посаді начальника відділення служби військ Головного штабу Держкомкордону.
2004—2006 — начальник Мукачівського прикордонного загону. В листопаді 2006 переведений до Адміністрації Державної прикордонної служби України у м. Київ.
Влітку 2014, у зв'язку з російською збройною агресією проти України, проходив службу на посаді заступника начальника тактичного угрупування «Кордон» — начальника допоміжного пункту управління у м. Бердянськ.
2014—2015 — заступник начальника управління планування, оборонної, мобілізаційної роботи та організації антитерористичних заходів Адміністрації ДПСУ, начальник оперативного управління Департаменту охорони державного кордону Адміністрації ДПСУ. 17 лютого 2015 ведений до персонального складу Міжвідомчої групи України у Віртуальному Центрі ГУАМ по боротьбі з тероризмом, організованою злочинністю, розповсюдженням наркотиків та іншими небезпечними видами злочинів.
2016—2017 — заступник директора Департаменту Адміністрації ДПСУ.
28 грудня 2017 захистив кандидатську дисертацію в Хмельницькому університеті управління та права на тему «Державне реагування на загрози національній безпеці у сфері безпеки державного кордону України».
Призначений на посаду першого заступника начальника регіонального управління — начальника штабу Донецько-Луганського регіонального управління, м. Краматорськ.

## Сім'я
Одружений, має доньку і сина.

## Нагороди
- Орден Богдана Хмельницького III ступеня, — за вагомий особистий внесок у захист державного суверенітету, забезпечення конституційних прав і свобод громадян, зміцнення економічної безпеки держави, сумлінне і бездоганне служіння Українському народові та з нагоди 20-ї річниці незалежності України (23.08.2011)[7].

## Наукові праці
- Державне реагування на загрози національній безпеці у сфері безпеки державного кордону України / О. Є. Цевельов // Хмельниц. облрада, Хмельниц. ун-т упр. та права. - Хмельницький, 2017. — 20 с.

## Наукова періодика
- Методичні основи оцінки загроз у сфері прикордонної безпеки / О. Цевельов // Збірник наукових праць Національної академії Державної прикордонної служби України. Сер. : Військові та технічні науки. — 2016. — № 3. — с. 141—153
- Умови та фактори, що впливають на стан безпеки державного кордону України / О. Є. Цевельов. // Державне управління: удосконалення та розвиток. — 2016. — № 9
- Актуальні питання забезпечення прикордонної безпеки України у системі національної безпеки / О. Є. Цевельов, С. М. Жук // Інвестиції: практика та досвід. — 2017. — № 10. — с. 88—90.397
- Наукові підходи до визначення загроз національної безпеки України у сфері безпеки державного кордону / О. Є. Цевельов // Інвестиції: практика та досвід. — 2017. — № 11. — с. 109—112.411
- Вдосконалення державного реагування на загрози національній безпеці України у сфері безпеки державного кордону в умовах ведення "гібридної війни" / О. Є. Цевельов // Інвестиції: практика та досвід. — 2017. — № 16. — с. 137—142.489